# Campionato belga di pallavolo femminile
Il campionato belga di pallavolo femminile è un insieme di tornei pallavolistici per squadre di club belghe, istituiti dalla federazione pallavolistica del Belgio.

## Struttura
- Campionati nazionali professionistici:

Liga A: a girone unico, partecipano dieci squadre.
- Campionati nazionali non professionistici:

Nationale 1: a girone unico, partecipano quattordici squadre.
Nationale 2: a due gironi, partecipano 24 squadre.
Nationale 3: a quattro gironi, partecipano 49 squadre.